# Chain of Rocks Lock
Chain of Rocks Lock (Chain of Rocks-Schleuse, auch Locks #27 genannt) ist die unterste von 29 Schleusen am oberen Mississippi und die einzige unterhalb der Missourimündung. Die Schleuse liegt am Chain of Rocks Canal, der einen nicht schiffbaren Abschnitt, die "Chain of Rocks" (dt.:Felsenkette), im Hauptbett des Mississippi umgeht. Das zwischen 1947 und 1964 vom United States Army Corps of Engineers errichtete Bauwerk befindet sich zwischen Granite City und Madison im beiderseits des Kanals liegenden Madison County in Illinois. Die Schleuse liegt im Metro-East genannten östlichen Teil der Metropolregion Greater St. Louis um die Stadt St. Louis im benachbarten Missouri.

## Chain of Rocks

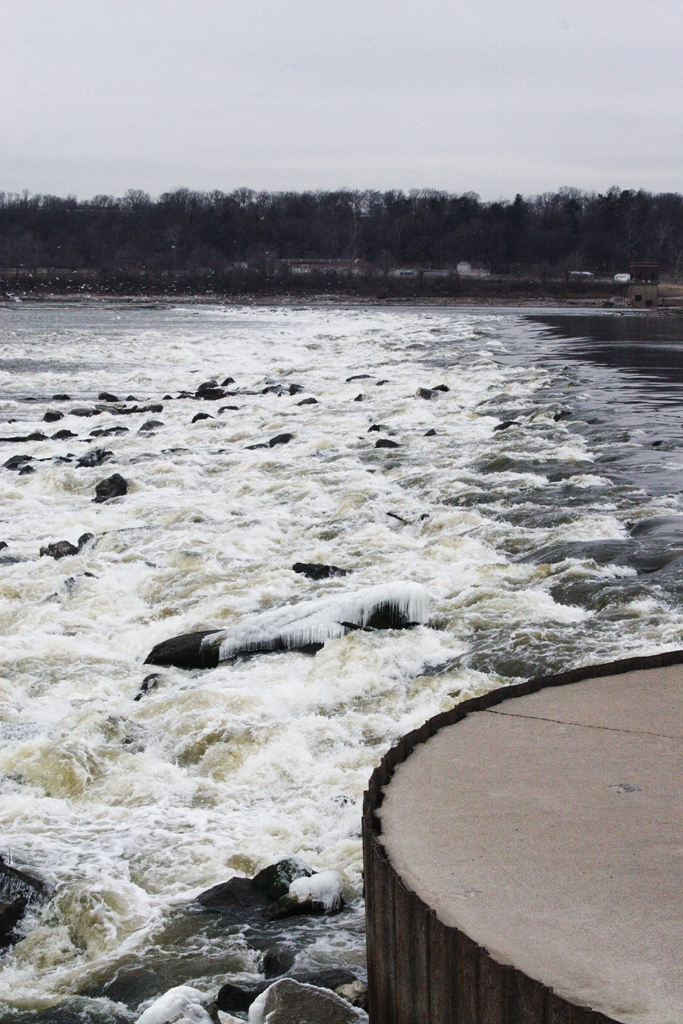
Chain of Rocks

Einige Kilometer unterhalb der Mündung des Missouri, zwischen den nordöstlichen Stadtteilen von St. Louis und dem Madison County in Illinois, befindet sich ein nicht schiffbarer Abschnitt des Mississippi. Eine Gruppe von Felsen, die Chain of Rocks, bildet bei Niedrigwasser starke Stromschnellen und somit ein Hindernis für die Schifffahrt.
Zu diesem natürlichen Hindernis wurden noch weitere Felsen aufgeschüttet, sodass eine Art natürliches Wehr entstand. Durch dieses teils natürliche und teils künstliche Aufstauen des Wassers konnte ein für die Schifffahrt oberhalb dieser Stelle ausreichender Wasserstand erreicht werden.

## Kanal und Schleuse

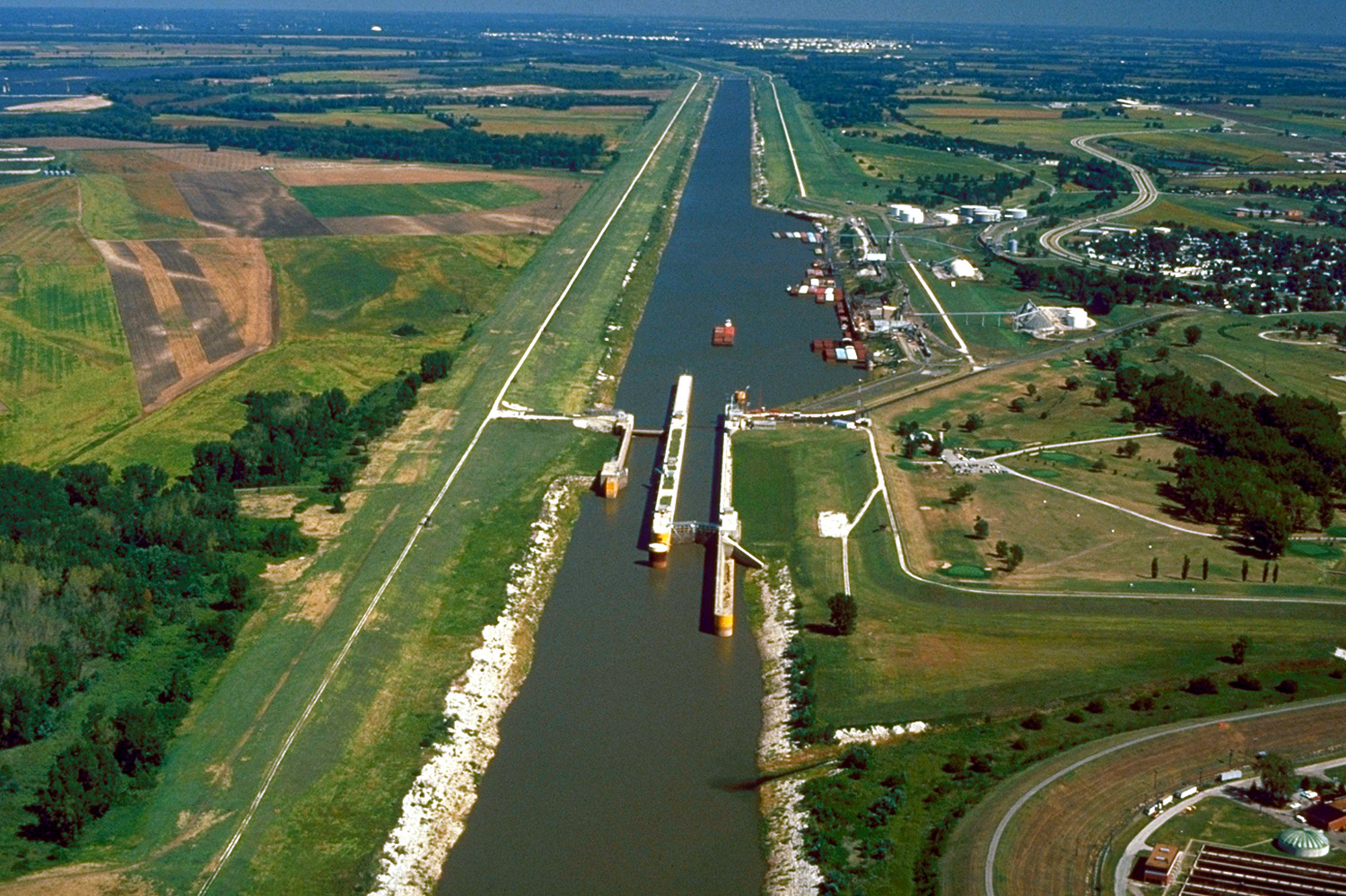
Chain of Rocks Canal und Schleuse

Der 1953 eröffnete Chain of Rocks Canal beginnt unmittelbar unterhalb der Missourimündung und führt über 13,5 km durch das Madison County in Illinois.
Am südlichen Ende des Kanals befindet sich die Schleuse. Diese besteht aus zwei Kammern, der 365,8 m langen Hauptkammer und der 182,9 m langen zweiten Schleusenkammer. Die Breite beträgt je 33,5 m.